# Stade Patrice-Lumumba (Munenga)
Le stade Patrice-Lumumba est un stade polyvalent situé à Munenga, en Angola. 

## Histoire
Le stade reçoit son nom du leader de l'indépendance de RDC Patrice Emery Lumumba.
Il est principalement utilisé pour les matchs de football et sert de stade à domicile du Clube Recreativo Desportivo Libolo de la Girabola.